# Ioánnis Ladás
Ioánnis Ladás (en grec moderne : Ιωάννης Λαδάς ; né en 1920 et mort le 16 octobre 2010) était un membre de la dictature des colonels qui gouverna la Grèce de 1967 à 1974.
Il est né et fit ses études dans le petit village de Dyrráchio, en Arcadie.
En 1940, il sortit diplômé de l'Académie militaire hellénique aux côtés de Geórgios Papadópoulos et de Nikólaos Makarézos. Il combattit, comme officier, lors de la guerre gréco-italienne de 1940.
En 1967, avec le grade de colonel, il prit en charge le commandement de la Police militaire grecque (en), basée à Athènes et ordonna l'arrestation de très nombreuses personnalités politiques et militaires qui ne s'étaient pas ralliées aux dirigeants qui ont orchestré le coup d'État. Nommé tout d'abord secrétaire général des ministères de l'Ordre public et du Tourisme, il fut, par la suite, Secrétaire d'État à l'Intérieur et aux services sociaux. 
Le 23 août 1975, il fut condamné à une peine d'emprisonnement à perpétuité par une cour de justice créée spécifiquement pour juger les acteurs impliqués dans la dictature grecque de 1967 à 1974. 
Il meurt le 16 octobre 2010.